# Hlavní pošta (Užhorod)

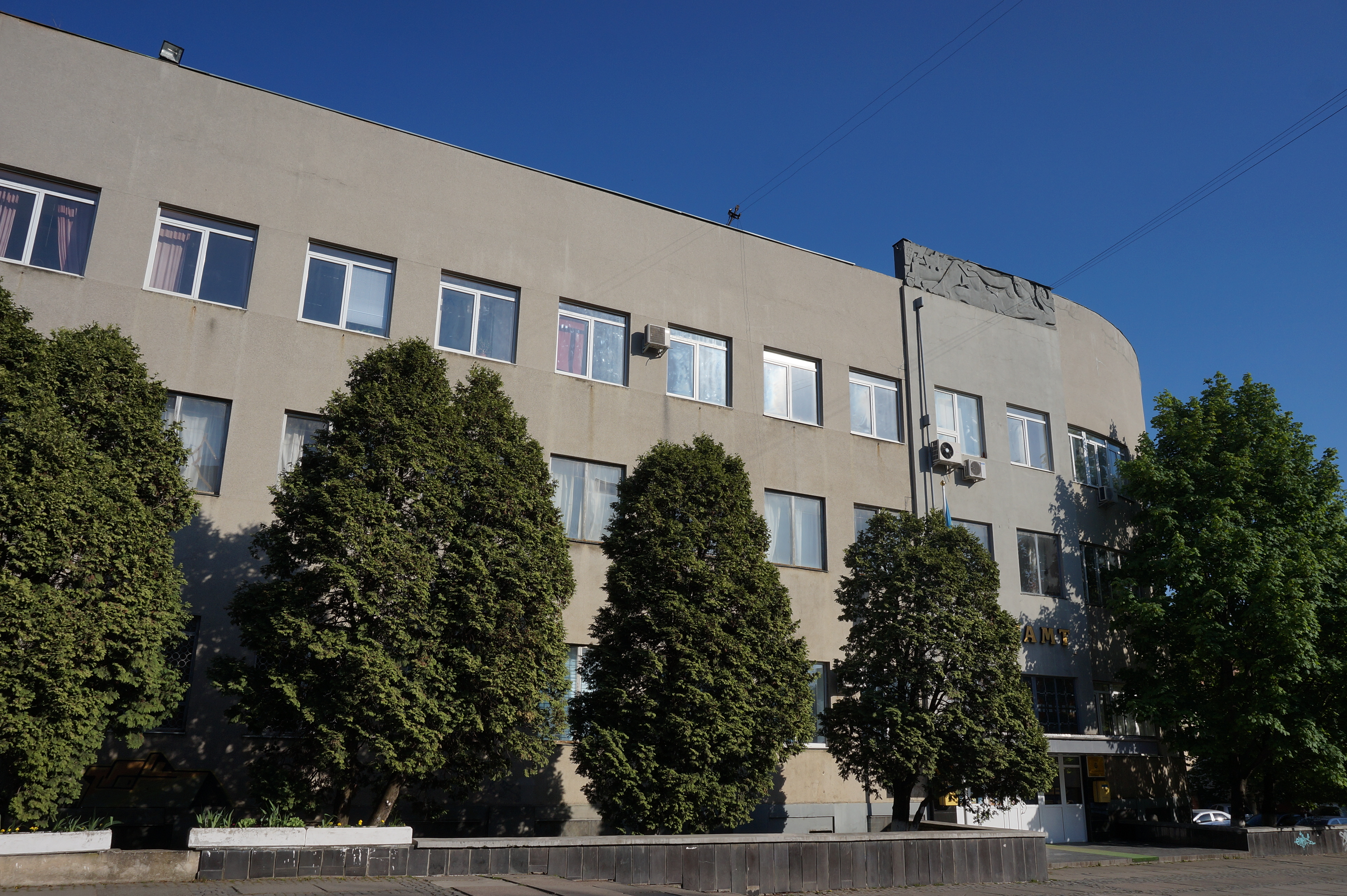
Křídlo poštovní budovy s reliéfem

Hlavní pošta (ukrajinsky Головна пошта) sídlí na adrese Poštova 4, na rozhraní historického centra města a čtvrti Malé Galago. Funkcionalistická budova v centru města vznikla během existence První československé republiky v roce 1930 a jejím architektem je Josef Gočár.

## Historie
Projekt budovy pošty realizoval Gočár v letech 1928–1930. Stavební firmou byla potom společnost Lanna z Prahy. Průčelí budovy bylo umístěno do rohu stavebního pozemku, kanceláře se nacházely především ve dvou přilehlých křídlech. Stavba byla realizována v striktně funkcionalistickém duchu, téměř bez jakýchkoliv ornamentů. Do jejího rohového průčelí však byla rozmístěna nápadnější pásová okna, obě křídla mají okna čtvercová. Průčelí pak doplnily dva reliéfy s motivem chlapce a dívky. V nejvyšší části průčelí budovy se nacházel dříve československý státní znak (dnes je zde umístěn symbol ukrajinské pošty).  
V přízemí objektu se nachází rozsáhlá hala s poštovními přepážkami, ve vyšších patrech potom kanceláře. 